# Théodore Vernier
Pour les articles homonymes, voir Vernier.
 Théodore Vernier, comte de Montorient, né le 28 juillet 1731 à Lons-le-Saunier, mort le 3 février 1818 à Paris, est un homme politique français, dont l'activité s'exerça pendant la période de la Révolution française, du Premier Empire et du début de la Restauration. 

## Biographie
Théodore Vernier est le fils de Jean Baptiste Vernier. D'abord destiné à l'état ecclésiastique, il entre dans la gendarmerie de Lunéville avant de devenir avocat au Parlement Besançon. 

### Mandat à la Constituante
En 1789, Théodore Vernier est élu représentant du tiers état pour le bailliage d'Aval (province de Franche-Comté), le premier sur quatre, aux États-généraux.  
Il participe aux institutions de l'Assemblée nationale constituante. En septembre 1790, il est élu secrétaire aux côtés de Jacques-François Begouën et Charles-François Bouche sous la présidence de Jean-Louis Emmery. En août 1791, il est élu président de l'Assemblée, l'avant-dernier de la session, et ses secrétaires sont Jean-Baptiste Aubry, Étienne Chaillon et Charles Darche.  
Il siège sur les bancs de la gauche de l'Assemblée. Le 4 mai 1791, il vote en faveur du rattachement du Comtat Venaissin à la France.  
Vernier s'intéresse au domaine des finances publiques et défend la progressivité de l'impôt. Ses écrits dans ce domaine eurent une grande influence et furent parmi les meilleurs écrits sur le sujet pendant cette période. En 1790, il publia un texte de 46 pages, Nouveau plan de finances et d'impositions, formé d'après les décrets de l'Assemblée nationale (Paris : Imprimerie nationale), considéré par certains commentateurs (Stourm) comme un « grand travail (...) passant en revue tout le système fiscal, l'impôt territorial et la subvention personnelle, leurs bases, ainsi que les anciens impôts à conserver. » Il défendit également l'Assignat. 
En 1792, dans un autre texte, de 26 pages, Impôt sur le luxe et les richesses, établi d'après les principes qui doivent diriger des législateurs républicains, publié également par l'Imprimerie nationale, il proposait un système d'imposition très progressif, ressemblant à celui que nous connaissons de nos jours, dont il s'était toujours fait l'ardent défenseur. Sa proposition était celle qui allait le plus loin et était la mieux argumentée dans le débat. Ces écrits ont eu une influence certaine sur la mise en place du système fiscal de la Révolution.

### Mandat à la Convention
La monarchie constitutionnelle mise en place par la constitution du 3 septembre 1791 prend fin à l'issue de la journée du 10 août 1792 : les bataillons de fédérés bretons et marseillais et les insurgés des faubourgs de Paris prennent le palais des Tuileries. Louis XVI est suspendu et incarcéré, avec sa famille, à la tour du Temple.
En septembre 1792, Théodore Vernier, alors président du tribunal de Lons-le-Saunier, est élu député du département du Jura, le premier sur huit, à la Convention nationale.
Il siège sur les bancs de la Gironde. Lors du procès de Louis XVI, il vote « la détention, et le bannissement à la paix », et se prononce en faveur de l'appel au peuple et du sursis à l'exécution. En avril 1793, il vote en faveur de la mise en accusation de Jean-Paul Marat. En mai, il est absent lors du scrutin sur le rétablissement de la Commission des Douze. 
Le 3 octobre 1793, Vernier, ainsi que ses collègues jurassiens Jean-Claude Amyon, Pierre Babey, Étienne-Joseph Ferroux, Antoine Grenot et Jacques-Henri Laurenceot, sont décrétés d'arrestation après le rapport de Jean-Pierre-André Amar (député de l'Isère), membre du Comité de sûreté générale, pour avoir signé la protestation contre les journées du 31 mai et du 2 juin. Ils sont tous les six libérés et réintégrés le 18 frimaire an III (8 décembre 1794). 
Vernier adhère à la réaction et participe aux institutions de la Convention thermidorienne. Le 15 floréal an III (le 4 mai 1795), il est élu membre du Comité de Salut public, le deuxième sur cinq par 256 voix, aux côtés de Louis-Gustave Doulcet de Pontécoulant, de Jean-Baptiste Louvet, de Jacques-Antoine Rabaut-Pomier et de Jean-Baptiste Treilhard. Le 16 (le 5 mai), il est élu président de la Convention nationale et ses secrétaires sont Étienne Mollevaut (député de la Meurthe), Louis Peyre (député des Basses-Alpes) et François-Jérôme Riffard de Saint-Martin (député de l'Ardèche). Lors de l'insurrection du 1er prairial an III (20 mai 1795), ne parvenant pas à ramener l'ordre, il est remplacé au fauteuil par François-Antoine Boissy d'Anglas (député de l'Ardèche). 

### Mandat aux Anciens
Sous le Directoire, il fut membre du Conseil des Cinq-Cents. Il devint sénateur après le 18 Brumaire, puis tomba en disgrâce par suite de son opposition à Bonaparte ; il se retire au château de Beauregard.
Il fut élevé à la pairie par Louis XVIII, à titre personnel le 4 juin 1814 et, à titre héréditaire le 19 août 1815. Le souverain le fit comte-pair le 31 août 1817.
Il meurt aveugle le 3 février 1818 dans son hôtel particulier du 34 rue Saint-Guillaume à Paris à l'âge de 86 ans.
Il repose au cimetière du Père-Lachaise (25e division).

## Publications
- Nouveau plan de finances et d'impositions, formé d'après les décrets de l'Assemblée nationale; Paris : Imprimerie nationale, 1790, 46 p.
- Impôt sur le luxe et les richesses, établi d'après les principes qui doivent diriger des législateurs républicains, Paris : Impr. nationale, 1792, 26 p.
- Rapport et projet de décret sur la vente des bestiaux destinés à la consommation, par Vernier, au nom du Comité de salut public, imprimés par ordre de la Convention nationale, Paris : Impr. nationale, 1795, in-8°, 14 p.
- Abrégé analytique de la vie et des ouvrages de Sénèque, 1812